# ラッキョウ
ラッキョウ（辣韮、学名: Allium chinense）はヒガンバナ科ネギ属の多年草・野菜。別名は「オオニラ」、「サトニラ」。鱗茎を食用とし、独特の匂いと辛味、歯ごたえがある。五葷・五辛の1つ。

## 特徴
中国、チベットのヒマラヤ地方が原産。中国から熱帯アジア地域に自生し、紀元前から食用とされてきた。日本へは9世紀に渡来し、薬用として用いられた。当初は独特な辛味と匂いが敬遠されていたが、身体を温める効果があるとされ、江戸時代には食用として広まり、漬物だけでなく煮物などにして親しまれるようになった。根元で肥大した、白色または紫色を帯びた白色の鱗茎を食用とする。
特有の強い匂いと辛味を持つ。この匂いはニンニクやニラと同じアリル硫化物である。
産地によって種類があるが、一般的には玉の大きい在来種の「らくだ」や、主に台湾で生産されている「玉らっきょう」などがある。
軟白栽培して早採りしたラッキョウを葉つきのまま出荷しているものは、「エシャレット」あるいは「エシャロット」として流通している。日本では、エシャロットの呼称に混乱が見られ、生食用に軟白栽培されたラッキョウ (Allium chinense) が「エシャロット」の名で流通したり、「エシャレット」の商品名で販売されていることが多い。この一年物の早獲りラッキョウに「エシャレット」という商品名を命名したのは東京築地の青果卸業者・川井彦二であり、その理由として「『根ラッキョウ』の商品名では売れないと思ったのでお洒落な商品名を付けた」と語っている。
本物の エシャロット（仏: Échalote、学名: Allium cepa L. var. aggregatum）は、タマネギの一種、具体的にはタマネギ（Allium cepa）の変種である。調味料および野菜として栽培されており、食用とされる球根（鱗茎）もエシャロットと呼ばれる。

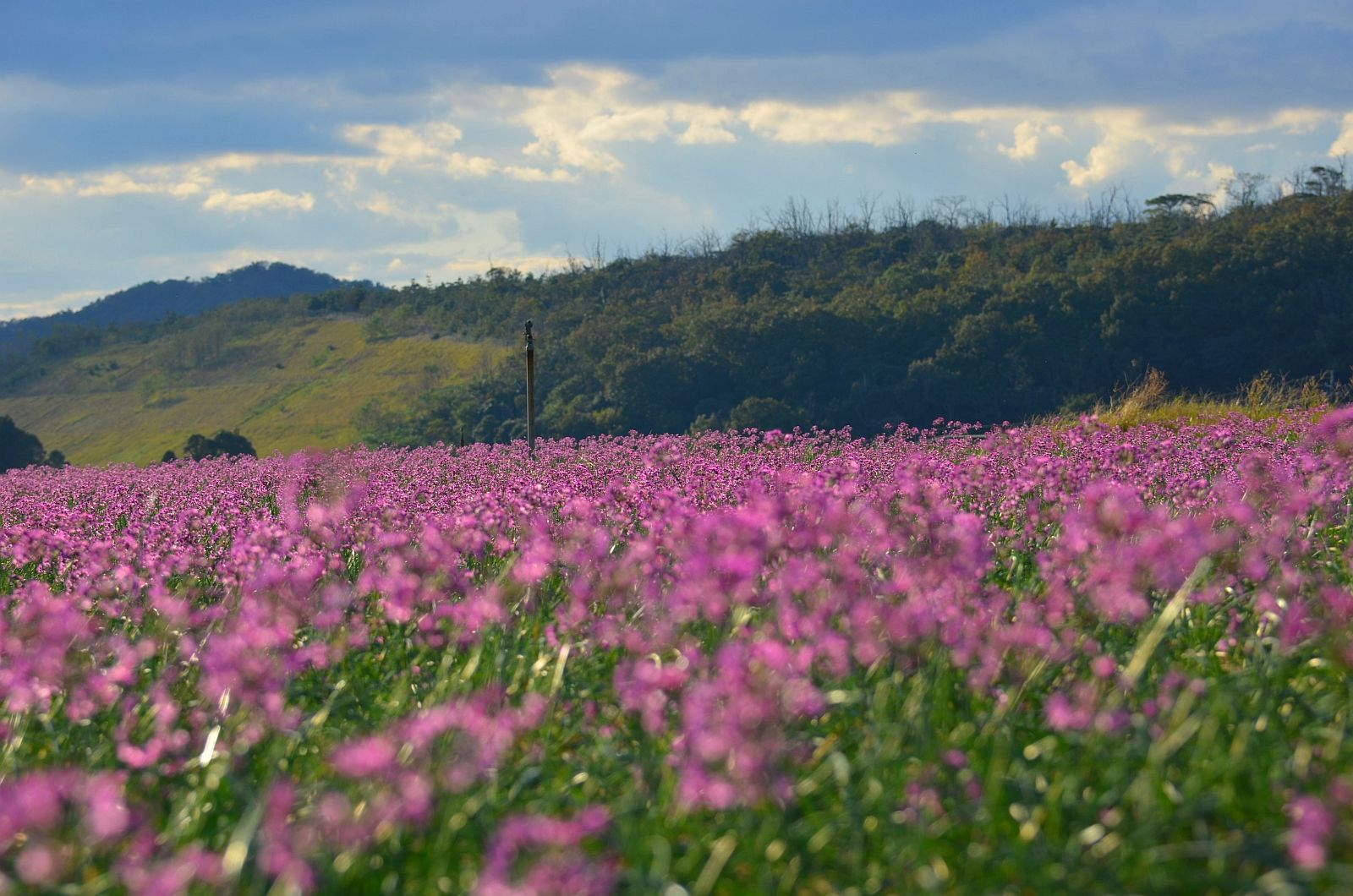
鳥取砂丘のラッキョウ畑。ラッキョウの花は鳥取市の市花でもある。
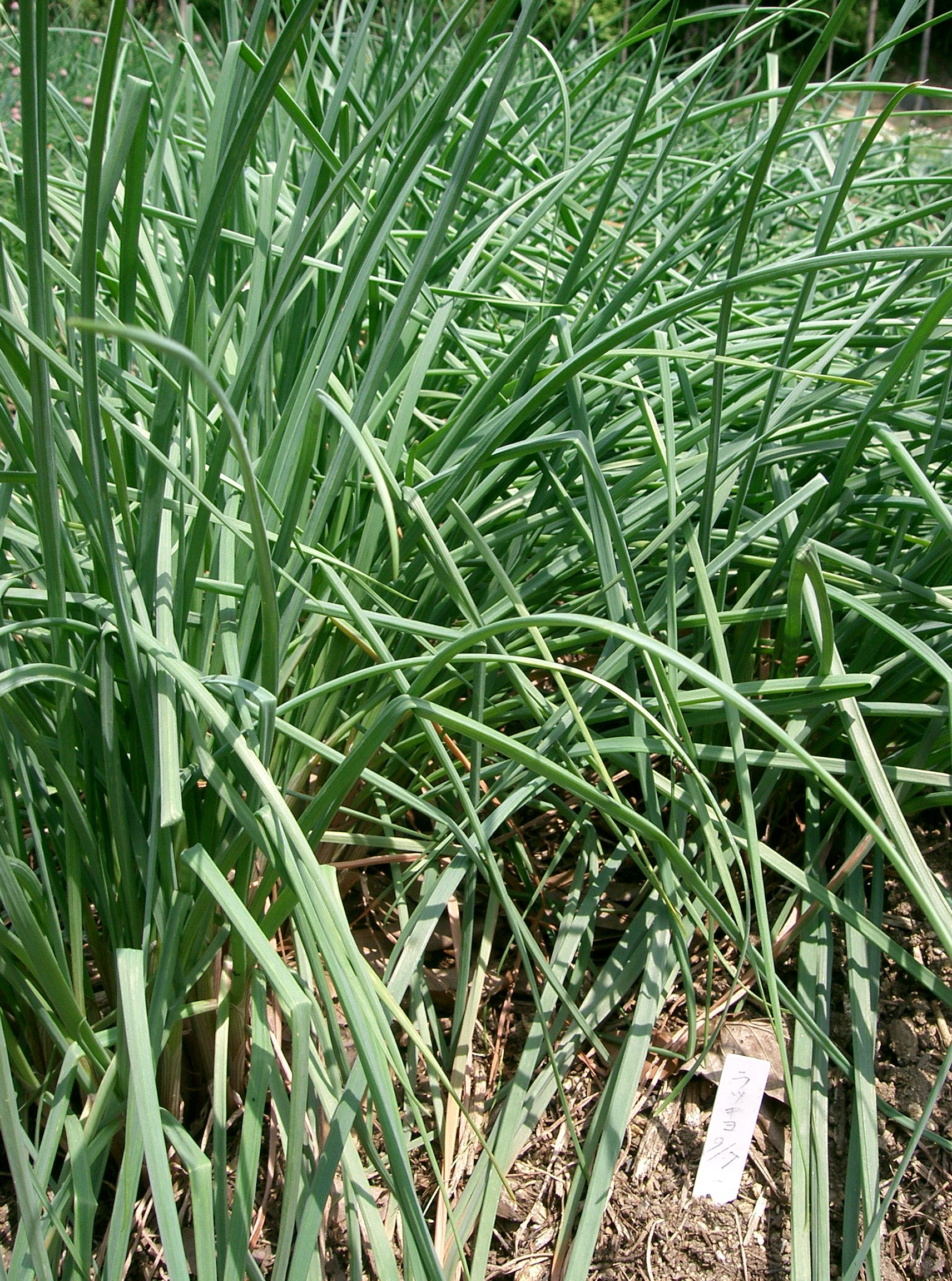
葉
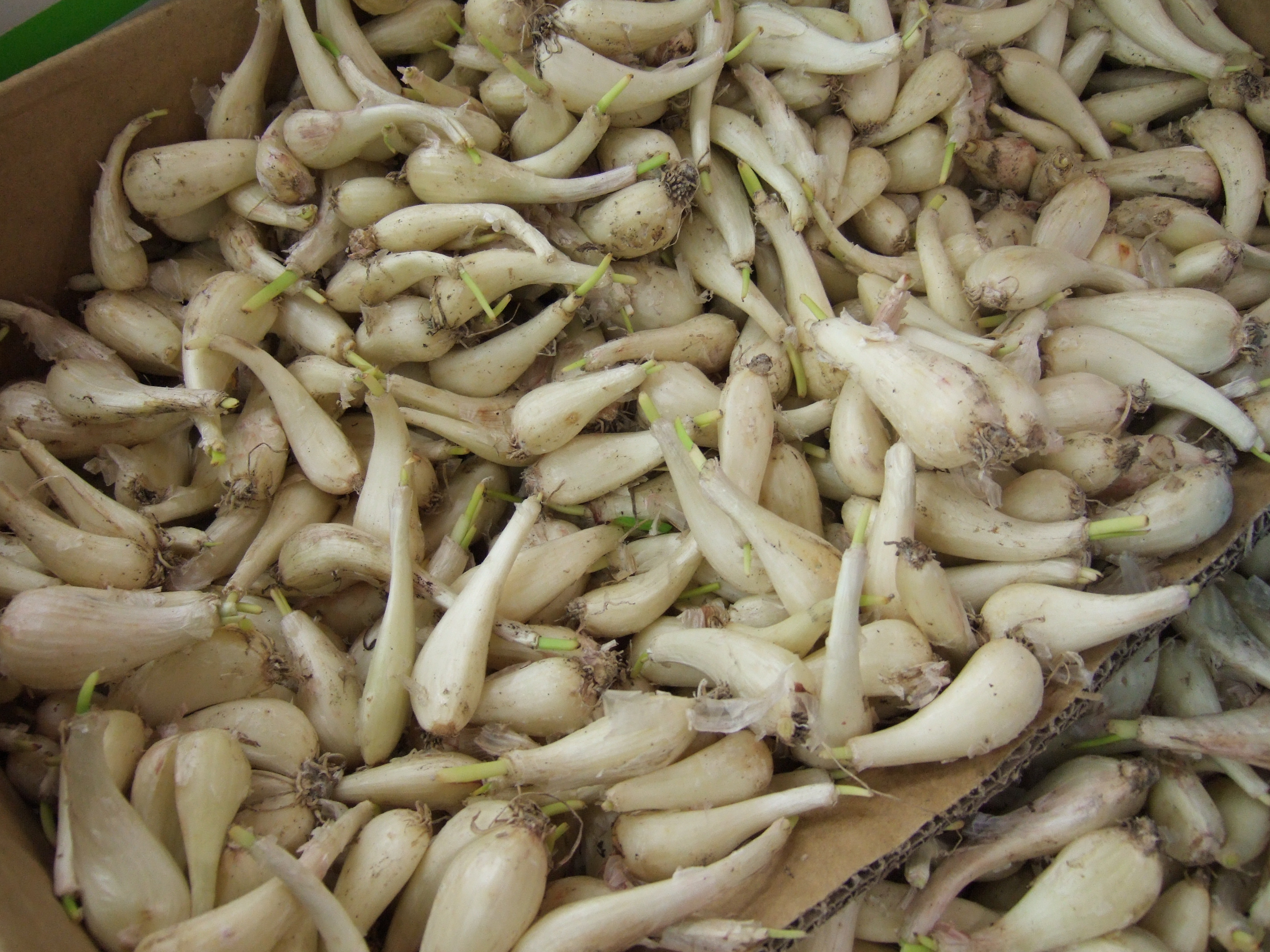
収穫された鱗茎
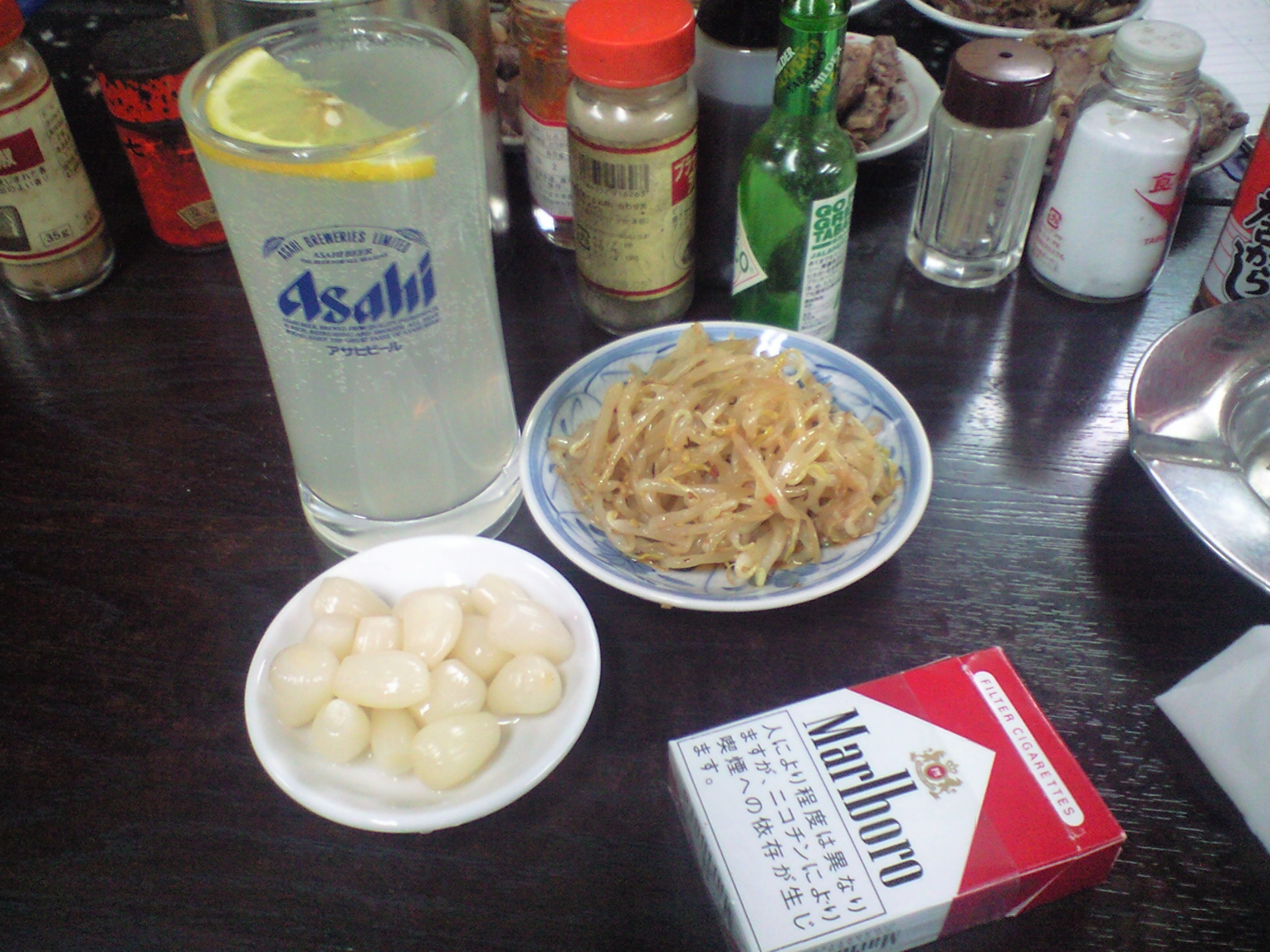
酒のつまみとして供されるラッキョウの甘酢漬け

## 栽培
通年栽培で、作型は小さな球根（鱗茎）を晩夏（8中旬 - 9月中旬）に畑に植え付けて冬を越し、翌年の夏（6月中旬 - 7月中旬）に葉が枯れて休眠状態に入ったら鱗茎を収穫する。栽培は容易で、土を選ばず、堆肥も入れずに球根を植え付けるだけでも簡単にできる。冬の寒さにも強い性質で、連作障害もなく、栽培適温は20 - 23度とされている。畑となる土壌は、堆肥や有機質配合肥料で全面施肥を行って育てると紹介する文献もある。
球根の植え付けは、畑を良く耕してから畝を立て、間隔50センチメートル (cm) ごとに深さ5 cmくらいの穴をあけて、ふつう1か所に1球ずつ種球を植える。早春に追肥を行って土寄せも行うと、充実したラッキョウになる。葉が青いうちは若採りしてエシャレット（エシャロット）として利用することも可能である。初夏（6月下旬以降）に葉が枯れてきたら収穫期で、球根を掘り上げて風通しの良い日陰に吊して乾燥させ、貯蔵する。収穫した球根の一部は、来期栽培用の種球とし、枯れ葉を取り除いて1球ずつばらして植え付けする。
日本における主な産地は、鳥取県、鹿児島県、茨城県、宮崎県などである。

## 日本における食品としての扱い
主に甘酢漬けを中心に、さまざまに味付けがされた市販のラッキョウ漬けが食べられているが、各家庭でも酢付けや醤油漬け、塩漬け、味噌漬けなどが手作りされている。カレーライスのつけあわせ（薬味）として、福神漬とならんで一般的な存在である。アリル硫化物が消化を助けるほか、ポークカレーの豚肉に含まれるビタミンB1の吸収に役立つといわれる。
鳥取県（鳥取砂丘）・福井県（三里浜）・鹿児島県南さつま市（吹上浜）・鹿児島県薩摩川内市（唐浜）の特産品である。主な旬は初夏から夏場（6 - 8月）で、緑色がかかっていない白色のもので、芽の伸びていないものが良品とされる。漬物にしない状態では生ラッキョウとも呼ばれるが、初夏の収穫期に自家製漬物用として出回る以外はあまり流通していない。
生ラッキョウは生命力が強く、収穫して間もない状態でもすぐに芽が出てきてしまう。泥つきのラッキョウをその日のうちに下処理を済ませるのが良く、水洗いしたら一粒ずつ皮を剥いて芽や根の部分を切り落とし、ザルに広げて2 - 3時間干したら調味液に漬け込む。味がなじむまで漬け込んだら、1年間ほどおいしく食べられる。なるべく水を吸わせないように手早く洗うと、漬けあがりの歯ごたえが良くなる。一般的には、塩漬けにしたラッキョウを甘酢に漬ける。
大乗仏教において摂食が避けられることのある五葷のひとつである。
日本では、軟白栽培された若摘みのラッキョウ（根ラッキョウ）が、しばしば同属異種の香味野菜エシャロットと呼ばれて混同も起きている。これは1960年代に東京の市場で働いていた男性が新たに仕入れた早採りらっきょうを、当時まだ日本に輸入されていなかったエシャロットの名称で売り出したことに起因するが、その後本物のエシャロットが輸入販売されるに至ってからはエシャレットという商品名で売られるようになった。本来のエシャロットは球根性の野菜でワケギや小型のタマネギとよく似ている。

## 栄養素
ネギやニンニクと同様に、ビタミンB1の吸収を助けて新陳代謝を活発にして促す働きがある硫化アリルが豊富に含まれている。硫化アリルには、血流を良くして血栓症を予防する働きや、免疫力の向上、肥満解消、生活習慣病の予防効果が期待されている。特有のにおい成分はアリシンで、強力な抗菌作用が知られている。
野菜に含まれる食物繊維の多くは不溶性であることが多いが、ラッキョウは水溶性食物繊維が豊富で、ゴボウの3 - 4倍ほど含まれる。ラッキョウの水溶性食物繊維の大半は、フルクタンである。甘酢漬けでは、その下漬けの際にフルクタンが乳酸菌により分解され、生ラッキョウと比べるとフルクタンが 1⁄6程度である。

## 島ラッキョウ
沖縄県特産のラッキョウ。ダッチョウとも呼ばれる。夏が旬である普通のラッキョウと違い、夏から秋にかけて栽培され、冬に収穫される。一般的なラッキョウより小型で細く、ネギに似た強い辛みがある。沖縄では、浅漬け、天ぷら、炒め物などさまざまな料理に使われる。血液硬化を防ぐアデノシンが多く含まれ、脳卒中や心臓病を回避できる薬効で注目されている。

## 生薬
鱗茎は、薤白（）という生薬名がある。漢方では胸痺（）に効果があるとされる。以下に薤白が配合される方剤を挙げる。
- 栝楼薤白白酒湯（）
- 栝楼薤白半夏湯（）
- 枳実薤白桂枝湯（）

## その他
- 道の駅みくに - ラッキョウ特産地にあり、ラッキョウ資料館を併設。
- イイダコ - ラッキョウを餌とした釣法がある。
- 鞆鉄道線 - ラッキョ汽車（機関車の外見による別称）。
- 素隠居 - 岡山県、阿智神社例祭の風物。
- 井手らっきょ - 円形脱毛症を理由にスキンヘッドになった際、頭部がラッキョウに見えたことから命名された。
- 救世主ラッキョウ - 小林よしのりによる架空の新興宗教をテーマにした漫画。ラッキョウが聖なる存在として登場する。
- 薤露行 - 夏目漱石の小説。「薤露」はラッキョウの葉についた露のことで、生の儚さを表す[16]。